# Liste griechischer Phrasen/Xi

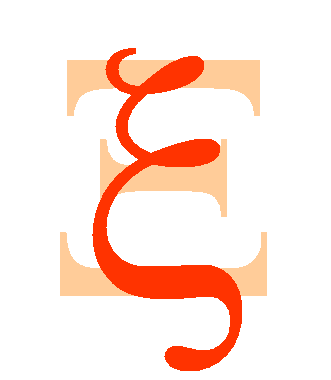
Xi

## ξενίας γραφή
ξενίας γραφή
xenías graphē
„(An)Klage wegen des (Status eines) Fremden“
Die Klageart Xenias graphe war im klassischen Athen die Popularklage gegen eine fremde Person ohne athenisches Bürgerrecht, die sich dieses Recht anmaßte.
Fremde hatten keinen Bürgerstatus und keinen Rechtsschutz der Gesellschaft. Vollwertiger Athener Bürger war, wer in die Bürgerlisten eingetragen war. Wenn Personen ohne rechtliche Grundlage eingetragen waren, konnte jeder unbescholtene Bürger eine Xenias graphe erheben.

## Ξενιτείη βίου αὐτάρκειαν διδάσκει.
Ξενιτείη βίου αὐτάρκειαν διδάσκει.
Xeniteiē biou autarkeian didaskei.
„Ein Leben in der Fremde lehrt Genügsamkeit.“
Zitat aus den Fragmenten des Philosophen Demokrit, das vollständig folgendermaßen lautet (überliefert durch Johannes Stobaios):

«Ξενιτείη βίου αὐτάρκειαν διδάσκει· μᾶζα γὰρ καὶ στιβὰς λιμοῦ καὶ κόπου γλυκύτατα ἰάματα.»

„Ein Leben in der Fremde lehrt Genügsamkeit; denn Gerstenbrot und Strohlager sind die süßesten Heilmittel gegen Hunger und Erschöpfung.“

Demokrit war das jüngste von vier Kindern aus einer reichen Familie und ließ sich, als sein Vater starb, sein Erbteil auszahlen. Damit konnte er sich das Dasein eines Privatgelehrten leisten und in der Welt herumreisen. Auf seinen Reisen soll Demokrit nach Mesopotamien, Ägypten, Äthiopien, Phönizien, Indien und Persien gekommen sein. Danach rühmte er sich, mehr Völker und Gebiete gesehen zu haben als jeder seiner Zeitgenossen. Er kam auch nach Athen, wo ihn aber zu seiner Verwunderung niemand kannte.
Als Demokrit von seinen Forschungsreisen in seine Heimatstadt Abdera zurückkehrte, war sein ganzes Vermögen aufgebraucht und er musste bei seinen Brüdern wohnen. Dann erklärten ihm die Stadtväter, dass er sich wegen gesetzwidriger Verschleuderung des geerbten Vermögens nicht in der Heimat begraben lassen dürfe. Um zu vermeiden, dass er nach seinem Tod einfach ins Meer geworfen würde, begann Demokrit angeblich aus seinen Werken vorzulesen. Vermutlich hat ihm aber der berühmte Arzt Hippokrates von Kos durch ein Geldgeschenk geholfen. Demokrit wurde 90 Jahre alt und erhielt ein Begräbnis auf Staatskosten.

## Ξένος ὢν ἀκολούθει τοῖς ἐπιχωρίοις νόμοις.
Ξένος ὢν ἀκολούθει τοῖς ἐπιχωρίοις νόμοις.
Xenos ōn akolouthei tois epichōriois nomois.
„Als Fremder folge den Gesetzen des Gastlandes!“
Lateinisch: Terrae, ubi versaris peregre, obsequere legibus.
Sentenz aus den Monosticha des Dichters Menander.
Eine lateinische Variante dazu zitiert Augustinus als Satz des Ambrosius: „Si fueris Romae, Romano vivito more!“ („Wenn du in Rom bist, lebe nach römischer Art!“)
Im Zusammenhang mit diesem Sprichwort lässt sich auch das folgende anführen:
Ξένῳ δὲ σιγᾶν κρεῖττον ἢ κεκραγέναι
„Für einen Fremden ist es besser zu schweigen als zu schreien.“

## Ξένους ξένιζε.

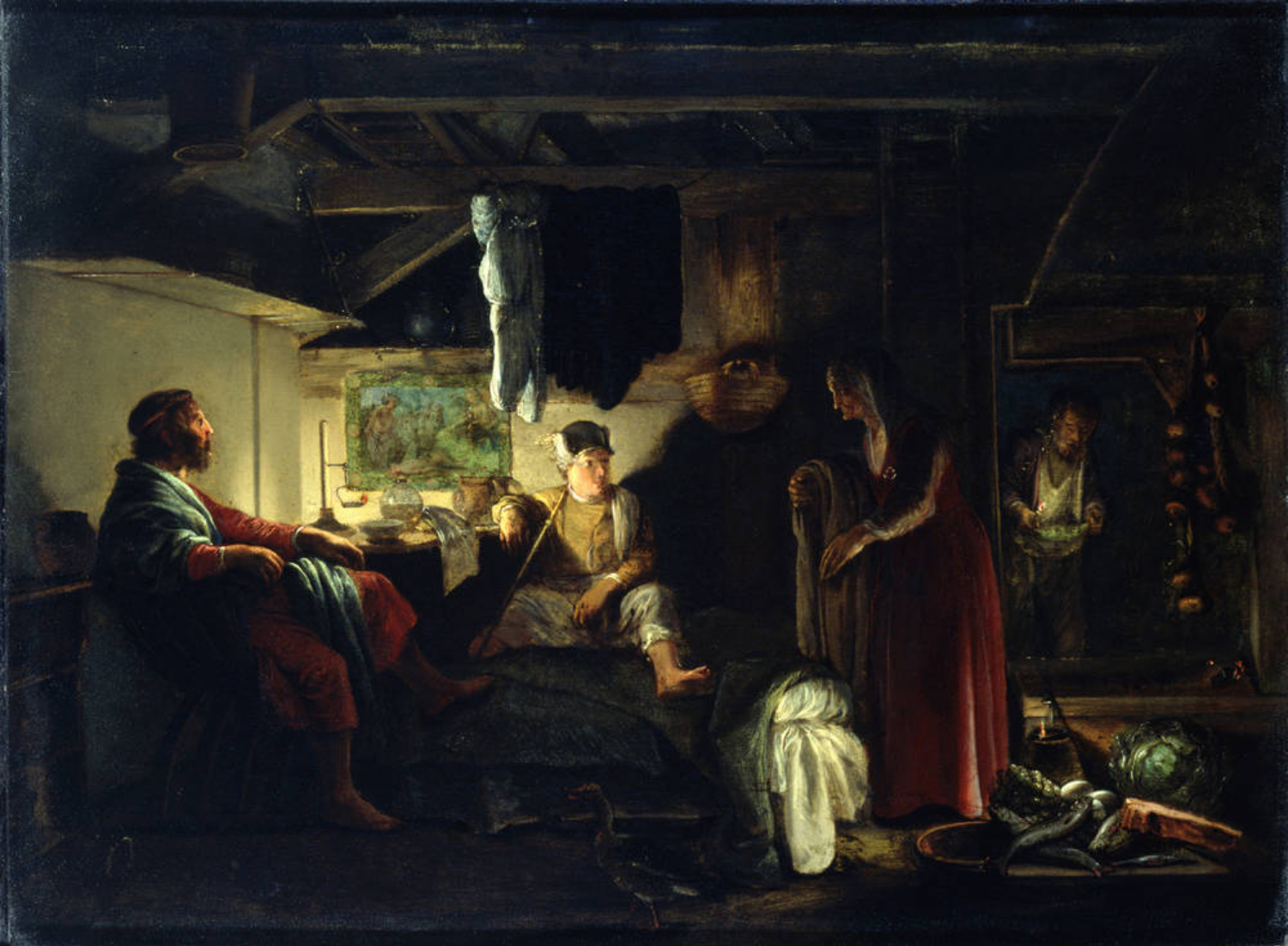
Adam Elsheimer,
Philemon und Baucis

Ξένους ξένιζε, καὶ σὺ γὰρ ξένος γ’ ἔσῃ μήποτε ξένος γένῃ.
Xenous xenize, kai sy gar xenos g' esē mēpote xenos genē.
„Bewirte Gäste, denn auch du bist einmal Gast!“
Lateinisch: Bene hospiti fac: tu quoque hospes fors eris.
Sentenz aus den Monosticha des Dichters Menander, in der die Einhaltung der Gastfreundschaft aus Nützlichkeitserwägungen empfohlen wird. Das Grundprinzip der Gastfreundschaft ist seit Alters her das der Gegenseitigkeit: Man erhofft sich selbst, unter ähnlichen Bedingungen, gastfreundliche Aufnahme.
Der Göttervater Zeus selbst gilt als Ζεύς ξένιος Zeus xenios („der gastfreundliche Zeus“) als Schützer des Gastrechts. Ovid beschreibt in den Metamorphosen den Besuch des verkleideten Zeus und seines Sohnes Hermes bei den Menschen, die den beiden jedoch keinen Einlass gewähren.
Allein Philemon und Baukis, ein altes Ehepaar in einer ärmlichen Hütte, nimmt die beiden freundlich auf. Die Götter belohnen Philemon und Baucis, indem sie ihre Hütte in einen goldenen Tempel verwandeln. Weiterhin gewähren sie dem Paar den Wunsch, dass beide gleichzeitig sterben und verwandeln sie am Ende ihres Lebens in zwei Bäume. Philemon wird in eine Eiche und Baucis in eine Linde verwandelt.

## Ξίφος τιτρώσκει σῶμα, τὸν δὲ νοῦν λόγος.
Ξίφος τιτρώσκει σῶμα, τὸν δὲ νοῦν λόγος.
Xiphos titroskei sōma, ton de noun logos.
„Das Schwert verletzt den Körper, das Wort aber den Geist.“
Lateinisch: Ut corpus ensis, verba mentem sauciant.
Sentenz aus den Monosticha des Dichters Menander, mit dem er vor unbedachten Worten warnt.

## ξύλινον τεῖχος
ξύλινον τεῖχος
xylinon teichos
„hölzerne Stadtmauer“

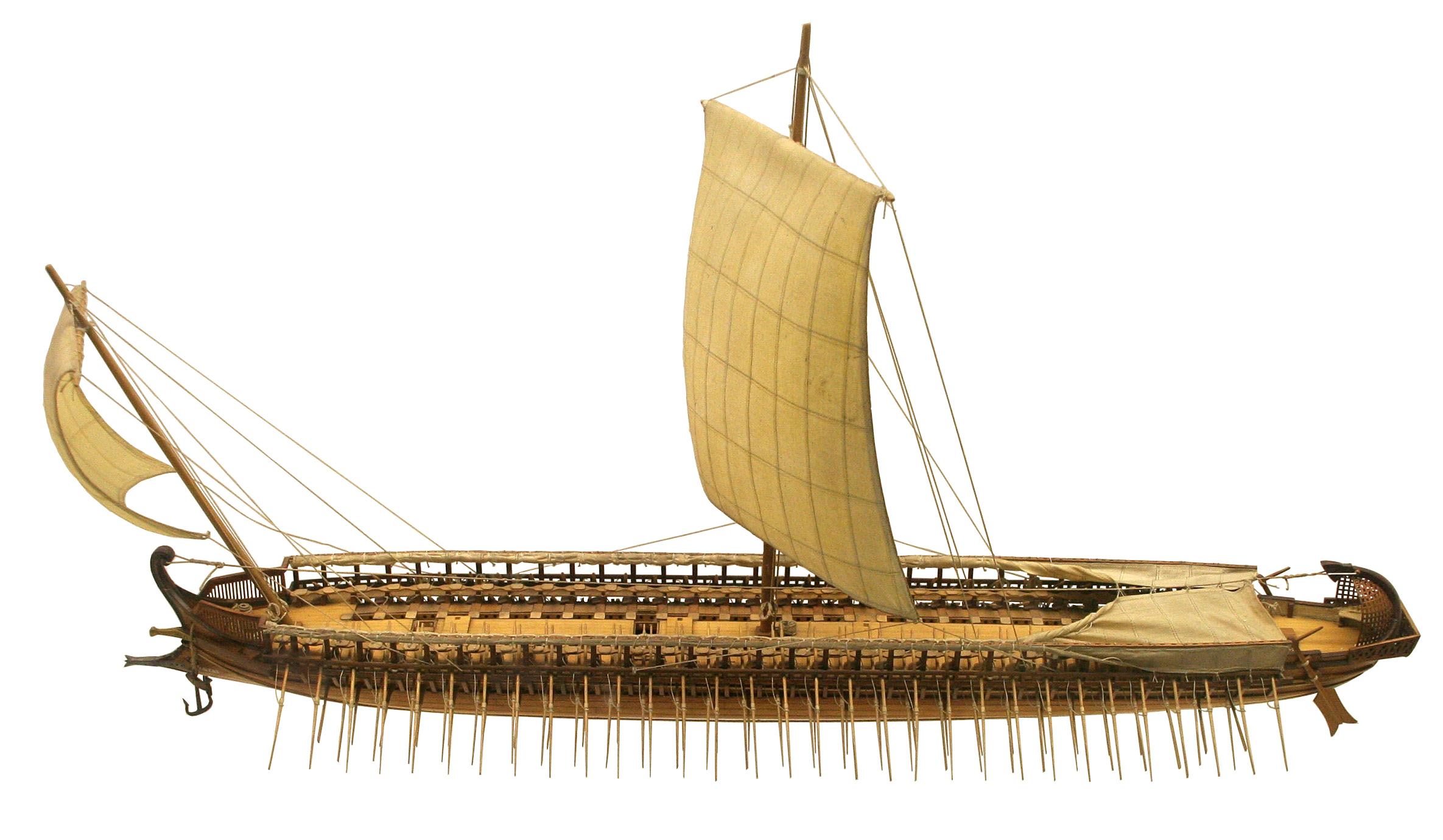
Modell einer griechischen Trireme

Unter Themistokles wurde Athen Seemacht. Allerdings nur, als die Perser näherrückten. Man bat das Orakel von Delphi um Rat. Das erste Orakel fiel so schlecht aus, dass die Gesandten einen zweiten Orakelspruch hören wollten.
Die Pythia Aristonike gab ihnen zuerst folgendes deprimierende Orakel:
Elende, sitzt ihr noch hier? An das Ende der Erde

flieh aus der Heimat, ja fliehe der Stadt hochragenden Felsen!

Denn nicht das Haupt, nicht der Leib entrinnt dem grausen Verderben. …
Die Athener wollten schon verzweifeln, da riet ihnen Timon, dessen Vater in Delphi höchstes Ansehen genoss, sie sollten mit Ölzweigen in den Tempel zurückkehren und als Bittende noch einmal das Orakel befragen. Im zweiten Orakelspruch hieß es dann:
Seiner Tritogeneia schenkt Zeus nur die hölzerne Mauer.

Sie allein bleibt heil zur Rettung für dich und die Kinder.

Nicht zu Lande halte du stand den feindlichen Scharen,

die zu Roß und Fuß dich bedrängen, nein, kehre den Rücken. …
Themistokles deutete die „hölzerne Mauer“ nicht als Stadtmauer, sondern als hölzerne Schiffswände und ließ die attische Flotte ausbauen. Zum Strategos gewählt, führte Themistokles diese athenische Flotte in der Schlacht von Salamis im Jahre 480 v. Chr. erfolgreich gegen Xerxes I., dessen Schiffe er in die Meerenge von Salamis lockte und so manövrierunfähig machte.

## Ξύλον ἀγκύλον οὐδέποτ’ ὀρθόν.
Ξύλον ἀγκύλον οὐδέποτ’ ὀρθόν.
Xylon angkylon oudepot’ orthon.
„Krummes Holz wird niemals gerade.“
Lateinisch: Lignum curvum nunquam rectum.
Zitat aus der Sprichwörtersammlung des Michael Apostolios.
Der Pädagoge und Philosoph schreibt in seiner Autobiografie Aus meinem Leben über seine ersten Dozentenjahre in den Jahren 1875 bis 1877:

„Erst mit zunehmendem Alter wird man durch tausend Erfahrungen belehrt, ein wie hart zu bearbeitendes Material die menschliche Natur ist: sie ist ein so krummes Holz, meint Kant, daß etwas völlig Grades daraus nicht gemacht werden kann.“

Robert Theis meint zum gleichen Kant-Zitat:

„Kant hat einmal vom Menschen gesagt, er sei aus krummem Holz gemacht, und daraus könne nichts ganz Gerades gezimmert werden. Das klingt auf den ersten Blick pessimistisch. Vielleicht gilt das auch mit Blick auf die Menschheitsgeschichte und die Verwirklichung einer wahrhaft menschlichen, auf sittlich-rechtlichen Prinzipien aufbauenden Gesellschaft – es ist ja auch in einem Text mit geschichtsphilosophischem Inhalt, wo sich der eben zitierte Satz befindet.“

## Ξὺν νόῳ λέγοντας ἰσχυρίζεσθαι χρὴ τῷ ξυνῷ πάντων.
Ξὺν νόῳ λέγοντας ἰσχυρίζεσθαι χρὴ τῷ ξυνῷ πάντων.
Xyn noō legontas ischyrizesthai chrē tō xynō pantōn.
„Wer mit Verstand spricht, muss Kraft aus dem schöpfen, was allen gemeinsam ist.“
Zitat aus den Fragmenten des Philosophen Heraklit, überliefert bei Johannes Stobaios. Vollständig lautet es:

«Ξυνόν ἐστι πᾶσι τὸ φρονέειν. ξὺν νόῳ λέγοντας ἰσχυρίζεσθαι χρὴ τῷ ξυνῷ πάντων, ὅκωσπερ νόμῳ πόλις καὶ πολὺ ἰσχυροτέρως. Τρέφονται γὰρ πάντες οἱ ἀνθρώπειοι νόμοι ὑπὸ ἑνὸς τοῦ θείου· κρατέει γὰρ τοσοῦτον ὁκόσον ἐθέλει καὶ ἐξαρκέει πᾶσι καὶ περιγίνεται.»

„Wer mit Verstand spricht, muss Kraft aus dem schöpfen, was allen gemeinsam ist, so wie eine Stadt aus ihrem Gesetz und noch viel stärker. Denn alle menschlichen Gesetze werden von dem einen ernährt, dem Göttlichen; dieses nämlich hat so viel Macht, wie es haben will; es reicht für alles aus und setzt sich durch.“

## Ξυνὸν γὰρ ἀρχὴ καὶ πέρας ἐπὶ κύκλου περιφερείας.

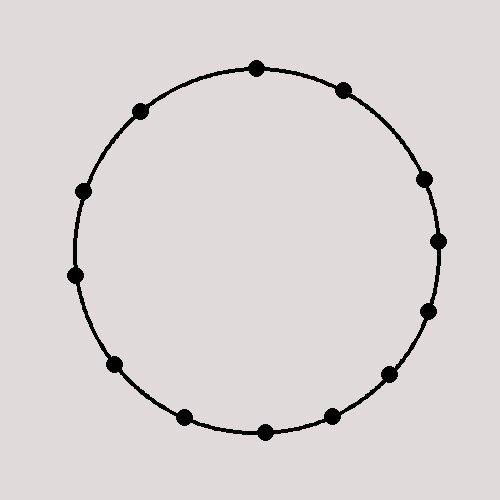
Kreispunkte

Ξυνὸν γὰρ ἀρχὴ καὶ πέρας ἐπὶ κύκλου περιφερείας.
Xynon gar archē kai peras epi kyklou periphereias.
„Denn beim Kreisumfang ist Anfang und Ende gemeinsam.“
Aus den Werken des Philosophen Heraklit, der wie Buddha mit Vorliebe das Bild des Kreises verwendet, um den Inhalt seiner Lehre auszudrücken, denn im Kreis kann jeder denkbare Punkt auf der Kreislinie sowohl als Anfangs- als auch als Endpunkt gesehen werden.
Etwas freiere Übersetzungen:
- „In einem Kreis sind Anfang und Ende eins.“
- „Auf einem Kreis kann jeder Anfangspunkt auch ein Endpunkt sein.“